# Маклейн, Энгус
Энгус Маклейн (англ. Angus MacLane; род. в 1975 году в г. Портленд, штат Орегон, США) — американский режиссёр, художник-мультипликатор и актёр озвучивания, на данный момент работающий в «Pixar Animation Studios». Он режиссировал короткометражки «БЕРН-И», «Мальки» и «История игрушек и ужасов!». Энгус был сорежиссёром «В поисках Дори» (2016).

## Ранние годы и карьера
Энгус Маклейн вырос в Портленде, Орегон. Изначально он хотел стать писателем комиксов, но на полпути к окончанию школы стал интересоваться анимацией и надеялся, что однажды будет работать в Will Winton Studios (сейчас Laika). Он получил степень бакалавра изящных искусств в Rhode Island School of Design.
Энгус присоединился к Pixar в 1997 году, работая художником-мультипликатором над короткометражкой «Игра Джери».
На данный момент он работал над всеми художественными фильмами Pixar за исключением «Истории игрушек», работал над созданием персонажей «Корпорации монстров» и «Суперсемейки».
Его работа над «Суперсемейкой» дала ему «Энни» за «Выдающиеся достижения в анимации персонажа». После работы главным художником-мультипликатором над короткометражкой «Человек-оркестр», он начал работать в команде сценаристов над «ВАЛЛ-И» Эндрю Стэнтона, затем стал главным художником-мультипликатором. После работы над маленькой сценкой для побочного персонажа - БЕРН-И, Энгус хотел знать, что могло произойти с персонажем. Изначально он хотел, чтобы эта маленькая сцена была помещена в полнометражный мультфильм, но Эндрю Стэнтон решил сделать это короткометражкой, которая в итоге стала «БЕРН-И», которую сейчас можно смотреть на DVD и Blu-ray изданиях ВАЛЛ-И. За короткий промежуток времени он работал над анимацией для мультфильма «Вверх» и «История игрушек: Большой побег»
После БЕРН-И Энгус стал двигаться дальше до режиссёра и сценариста в студии с короткометражки «Мальки» и «История игрушек и ужасов!», за которую он выиграл премию «Энни». Маклейн был сорежиссёром «В поисках Дори»

## Фильмография
| Год  | Русское название               | Оригинальное название | Участие в фильме                                |
| ---- | ------------------------------ | --------------------- | ----------------------------------------------- |
| 1997 | Игра Джери                     | Geri’s Game           | Художник-мультипликатор                         |
| 1998 | Приключения Флика              | A Bug’s Life          | Дополнительный художник-мультипликатор          |
| 1999 | История игрушек 2              | Toy Story 2           | Художник-мультипликатор                         |
| 2000 | О птичках                      | For The Birds         | Художник-мультипликатор                         |
| 2001 | Корпорация монстров            | Monsters, Inc.        | Художник-мультипликатор, создатель персонажей   |
| 2003 | В поисках Немо                 | Finding Nemo          | Художник-мультипликатор                         |
| 2004 | Суперсемейка                   | The Incredibles       | Художник-мультипликатор, создатель персонажей   |
| 2005 | Человек-оркестр                | One Man Band          | Главный художник-мультипликатор                 |
| 2006 | Тачки                          | Cars                  | Дополнительный художник-мультипликатор          |
| 2007 | Рататуй                        | Ratatouille           | Дополнительный художник-мультипликатор          |
| 2008 | ВАЛЛ-И                         | WALL-E                | Главный художник-мультипликатор                 |
| 2008 | БЕРН-И                         | BURN-E                | Режиссёр, автор сценария, голос БЕРН-И          |
| 2009 | Вверх                          | Up                    | Художник-мультипликатор                         |
| 2010 | История игрушек: Большой побег | Toy Story 3           | Художник-мультипликатор                         |
| 2011 | Мальки                         | Small Fry             | Режиссёр, автор сценария, голоса                |
| 2013 | История игрушек и ужасов!      | Toy Story of Terror!  | Режиссёр, автор сценария, голос офицера Вилсона |
| 2016 | В поисках Дори                 | Finding Dory          | Сорежиссёр, голоса                              |
| 2022 | Базз Лайтер                    | Lightyear             | Режиссёр                                        |

## Достижения
| Год  | Фильм                     | Награда | Категория                            |
| ---- | ------------------------- | ------- | ------------------------------------ |
| 2005 | Суперсемейка              | Энни    | Анимация персонажа                   |
| 2014 | История игрушек и ужасов! | Энни    | Выдающиеся достижения режиссирования |